# Eublemmistis
Eublemmistis é um gênero de traça pertencente à família Arctiidae.